# Макги, Томас Д’арси
Томас Д’арси Макги (13 апреля 1825, Карлингфорд, Ирландия — 7 апреля 1868, Оттава, Канада) — ирландский и канадский политик, националист. Является одним из отцов канадской конфедерации — принимал участие в Шарлоттаунской и Квебекской конференциях, предваряющих её образование.
До настоящего времени остаётся единственным канадским политиком на федеральном уровне, ставшим жертвой политического убийства.

## Биография
Томас Д’арси Макги родился в семье Джеймса Макги и Катерин Морган. В 1842 году он отправился путешествовать в Северную Америку, где присоединился к сотрудникам бостонской католической газеты. Через два года он стал её редактором. Он поддерживал ирландский национализм и права ирландских иммигрантов, а кроме того стоял за присоединение Канады к США. В 1845 году он вернулся в Ирландию. Там Макги работал в журналах, был вовлечён в ирландское восстание 1848 года, после провала которого был вынужден бежать в США. Там он снова работал в газетах и даже издавал свою собственную, но не найдя поддержки в 1857 году переехал в Монреаль по приглашению местного ирландского сообщества.
По приезде в Канаду Макги поменял своё мнение относительно идеи присоединения Канады к США. Более того, он стал агитировать ирландских иммигрантов в пользу Канады. В Монреале Макги также работал в газете, что послужило толчком к его политической карьере.
13 июля 1847 года в Дублине Томас Д’арси Макги женился на Мари Терезе Каффри.

## Политическая карьера

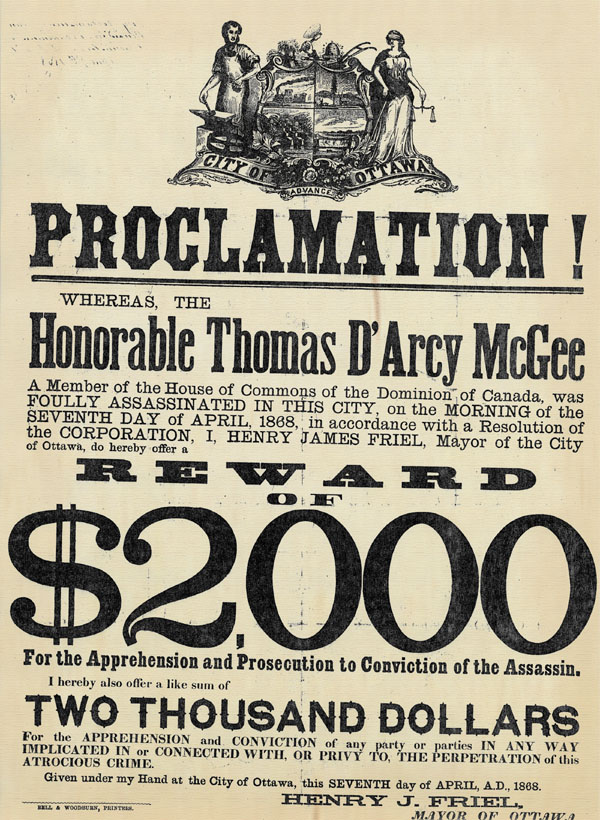
Разыскивается убийца Томаса Д’арси Макги

В декабре 1857 года Макги стал членом законодательного собрания провинции Канада. В 1862 году он стал членом кабинета Джона Санфилда Макдональда. Он принимал участие в конференции по созданию железной дороги между колониями, а когда планы провалились — покинул кабинет. Более того, он перешёл от реформаторов к консерваторам, с которыми стал министром сельского хозяйства, иммиграции и статистики в 1863 году.
Макги был ранним сторонником конфедерации, он начал говорить о ней ещё в монреальской газете. В 1864 году он организовал тур по приморским колониям, который предварял первую конференцию. Кроме того, он был участником обоих конференций 1864 года. К 1866 году он стал менее популярным и не был приглашён на лондонскую конференцию.
В 1868 году он планировал отойти от политики. Однако, возвращаясь после дебатов в Палате общин, куда его избрали на первых выборах в 1867 году, он был застрелен на пороге собственного дома. Макги были устроены государственные похороны.
Католик Патрик Дж. Уилан был осужден и повешен за это убийство.

## Память
Томас Макги являлся прихожанином церкви святого Патрика в Монреале. Сегодня в этом храме на скамейке № 240 находится табличка с указанием, что там во время богослужения сидел Томас Макги.